# Geophis mutitorques
Geophis mutitorques (гірська земляна змія) — вид змій родини полозових (Colubridae). Ендемік Мексики.

## Поширення і екологія
Гірські земляні змії мешкають в горах Східної Сьєрра-Мадре, у високогір'ях штатів Сан-Луїс-Потосі, Ідальго, Пуебла і Веракрус. Вони живуть у первинних і вторинних вологих гірських тропічних лісах та у сосново-дубових лісах. Зустрічаються на висоті понад 1500 м над рівнем моря. Відкладають яйця.